# Anarchias longicaudis
Anarchias longicaudis es una especie de pez de la familia de los morénidas en el orden de los Anguilliformes.

## Distribución geográfica
Se encuentra en el Atlántico oriental central.